# Nat Gonella
Natanael Charles "Nat" Gonella, född 7 mars 1908 i London, död 6 augusti 1998 i Gosport i Hampshire, var en brittisk jazzmusiker. Han var trumpetare, mellofonist, sångare och orkesterledare, och kanske mest känd för sitt arbete med det storband han startade, The Georgians. Gonella har haft ett avgörande inflytande på brittiska jazztrumpetare.

## Biografi
Inledningsvis studerade Gonella kornett, senare också trumpet, violin och klarinett.
Gonella gick med i den brittiska armén år 1941 och tjänstgjorde i Nordafrika och Italien. Efter kriget bildade han ett nytt band, "New Georgians", turnerade danssalar, teatrar och olika klubbar. Efter en riktningsändring mot bebop, upplöstes Gonellas orkester. 1960 debuterade Gonellas nybildade Georgia Jazz Band på Cavern Club i Liverpool, och började ett framgångsrikt comeback.
Gonella spelade och gjorde inspelningar med ett flertal framstående jazzmusiker, däribland Billy Cotton, Roy Fox, Ray Noble och Lew Stone. Hans distinkta sångstil påminde om Louis Armstrong, men sånginsatserna kom ofta i skymundan av uppgiften som orkesterledare och trumpetare. Låten "Georgia on My Mind", var en Gonella-specialitet och blev under årens lopp hans temasång och titeln på hans biografi 1985.